# Liste der Naturschutzgebiete im Kreis Lippe
Die Liste der Naturschutzgebiete im Kreis Lippe enthält die Naturschutzgebiete des Landkreises Kreis Lippe in Nordrhein-Westfalen.

## Liste
| Schlüsselnr. | Gemeinde              | Gebietsname                                                                   | Fläche in ha | Bild                                                                          |
| ------------ | --------------------- | ----------------------------------------------------------------------------- | ------------ | ----------------------------------------------------------------------------- |
| LIP-002      | Augustdorf            | Ölbachtal mit Augustdorfer Dünenfeld                                          | 168,4737     | Ölbachtal mit Augustdorfer Dünenfeld                                          |
| LIP-018      | Augustdorf            | Schluchten und Moore am oberen Furlbach                                       | 92,9690      | Schluchten und Moore am oberen Furlbach                                       |
| LIP-066      | Augustdorf            | Östlicher Teutoburger Wald                                                    | 2323,4736    | Östlicher Teutoburger Wald (Augustdorf)                                       |
| LIP-039      | Bad Salzuflen         | Salzetal                                                                      | 60,9524      | Salzetal                                                                      |
| LIP-040      | Bad Salzuflen         | Glimketal                                                                     | 72,1915      | Glimketal                                                                     |
| LIP-041      | Bad Salzuflen         | Stadtwald                                                                     | 142,6045     | Stadtwald                                                                     |
| LIP-042      | Bad Salzuflen         | In der Masch                                                                  | 23,3655      | In der Masch                                                                  |
| LIP-043      | Bad Salzuflen         | Bachtal bei Grünau                                                            | 36,0067      | Bachtal bei Grünau                                                            |
| LIP-044      | Bad Salzuflen         | Bexter Wald                                                                   | 49,4427      | Bexter Wald                                                                   |
| LIP-045      | Bad Salzuflen         | Holzhauser Bruch                                                              | 39,6981      | Holzhauser Bruch                                                              |
| LIP-005      | Barntrup              | Hecken- und Grünlandkomplex auf der Sonnenborner Hochfläche und dem Knappberg | 51,4681      | Hecken- und Grünlandkomplex auf der Sonnenborner Hochfläche und dem Knappberg |
| LIP-036      | Barntrup              | Begatal                                                                       | 502,2795     | Begatal (Barntrup)                                                            |
| LIP-054      | Barntrup              | Wälder bei Blomberg                                                           | 561,9130     | Wälder bei Blomberg (Barntrup)                                                |
| LIP-071      | Barntrup              | Tal der Exter                                                                 | 15,0357      | Tal der Exter (Barntrup)                                                      |
| LIP-072      | Barntrup              | Biotopkomplex am Mühlenturm                                                   | 9,3726       | Biotopkomplex am Mühlenturm                                                   |
| LIP-051      | Blomberg              | Quellgebiet der Dorla                                                         | 10,6463      | Quellgebiet der Dorla                                                         |
| LIP-052      | Blomberg              | Marpetal mit Passade und Zuflüsse                                             | 89,0834      | Marpetal mit Passade und Zuflüsse                                             |
| LIP-053      | Blomberg              | Hurn                                                                          | 226,6632     | Hurn                                                                          |
| LIP-054      | Blomberg              | Wälder bei Blomberg                                                           | 561,9130     | Wälder bei Blomberg (Blomberg)                                                |
| LIP-055      | Blomberg              | Talsystem des Königsbaches                                                    | 208,8934     | Talsystem des Königsbaches                                                    |
| LIP-056      | Blomberg              | Beller Holz                                                                   | 103,9765     | Beller Holz (Blomberg)                                                        |
| LIP-015      | Detmold               | Donoperteich-Hiddeser Bent                                                    | 118,8671     | Donoperteich-Hiddeser Bent                                                    |
| LIP-023      | Detmold               | Dörenschlucht                                                                 | 26,0780      | Dörenschlucht (Detmold)                                                       |
| LIP-024      | Detmold               | Buchenwald am Südosthang der Grotenburg                                       | 2,4340       | Buchenwald am Südosthang der Grotenburg                                       |
| LIP-066      | Detmold               | Östlicher Teutoburger Wald                                                    | 2323,4736    | Östlicher Teutoburger Wald (Detmold)                                          |
| LIP-087      | Detmold               | Oetternbach                                                                   | 108,5083     | Oetternbach (Detmold)                                                         |
| LIP-088      | Detmold               | Passade-/Dorlatal                                                             | 150,5344     | Passadeaue im NSG Passade-/Dorlatal                                           |
| LIP-089      | Detmold               | Abgrabung Retlager Bach                                                       | 11,6153      | Abgrabung Retlager Bach (Detmold)                                             |
| LIP-090      | Detmold               | Hasselbach / Schwarzenbrink / Heidemoor am Kupferberg                         | 59,4980      | Postteich im NSG Hasselbach/Schwarzenbrink/Heidemoor am Kupferberg            |
| LIP-091      | Detmold               | Berlebecke                                                                    | 111,1652     | Naturschutzgebiet Berlebecke                                                  |
| LIP-092      | Detmold               | Tal der Kleinen Werre                                                         | 11,5847      | Tal der Kleinen Werre                                                         |
| LIP-093      | Detmold               | Wiembecke                                                                     | 24,9698      | Wiembecketal (Detmold)                                                        |
| LIP-100      | Detmold               | Hohe Warte                                                                    | 5,55         | Hohe Warte                                                                    |
| LIP-036      | Dörentrup             | Begatal                                                                       | 502,2795     | Begatal (Dörentrup)                                                           |
| LIP-070      | Dörentrup             | Alt-Sternberg und Steinberg                                                   | 63,1136      | Alt-Sternberg und Steinberg                                                   |
| LIP-050      | Extertal              | Hummerbachtal                                                                 | 67,8778      | Hummerbachtal                                                                 |
| LIP-073      | Extertal              | Tal der Exter                                                                 | 175,1484     | Tal der Exter (Extertal)                                                      |
| LIP-074      | Extertal              | Rinnenberg                                                                    | 53,1440      | Rinnenberg                                                                    |
| LIP-075      | Extertal              | Bremker Bachtal                                                               | 67,6061      | Bremker Bachtal                                                               |
| LIP-076      | Extertal              | Almetal                                                                       | 92,4911      | Almetal                                                                       |
| LIP-077      | Extertal              | Jürgensberg                                                                   | 12,1705      | Jürgensberg                                                                   |
| LIP-078      | Extertal              | Siekbachtal                                                                   | 97,3564      | Siekbachtal                                                                   |
| LIP-079      | Extertal              | Schwarzer Bach / Sellenbach                                                   | 192,9853     | Sellenbach                                                                    |
| LIP-080      | Extertal              | Wettsteinsiek                                                                 | 44,6527      | Wettsteinsiek                                                                 |
| LIP-081      | Extertal              | Heimbachtal                                                                   | 102,2194     | Heimbachtal                                                                   |
| LIP-004      | Horn-Bad Meinberg     | Norderteich mit Naptetal                                                      | 229,7166     | Norderteich                                                                   |
| LIP-006K2    | Horn-Bad Meinberg     | Egge-Nord (LIP)                                                               | 288,3124     | Egge-Nord (LIP)                                                               |
| LIP-007      | Horn-Bad Meinberg     | Externsteine                                                                  | 126,5755     | Externsteine                                                                  |
| LIP-020      | Horn-Bad Meinberg     | Bielsteinhöhle mit Lukenloch                                                  | 18,9343      | Bielsteinhöhle mit Lukenloch                                                  |
| LIP-022      | Horn-Bad Meinberg     | Sannenbruch                                                                   | 6,1268       | Sannenbruch                                                                   |
| LIP-027      | Horn-Bad Meinberg     | Wiembecketal                                                                  | 77,5556      | Wiembecketal (Horn-Bad Meinberg)                                              |
| LIP-028      | Horn-Bad Meinberg     | Silberbachtal mit Ziegenberg                                                  | 139,0844     | Silberbach im NSG Silberbachtal mit Ziegenberg                                |
| LIP-029      | Horn-Bad Meinberg     | Eggeosthang mit Lippischer Velmerstot                                         | 143,1713     | Eggeosthang mit Lippischer Velmerstot                                         |
| LIP-059      | Horn-Bad Meinberg     | Beller Holz                                                                   | 358,5241     | Beller Holz, Horn-Bad Meinberg                                                |
| LIP-060      | Horn-Bad Meinberg     | Buchenwald bei Bellenberg                                                     | 87,6348      | Buchenwald bei Bellenberg                                                     |
| LIP-011      | Kalletal              | Teimer                                                                        | 70,9680      | Teimer                                                                        |
| LIP-013      | Kalletal              | Aberg-Herrengraben                                                            | 108,0159     | Aberg-Herrengraben                                                            |
| LIP-031      | Kalletal              | Weinberg (Kalletal)                                                           | 13,0574      | Weinberg                                                                      |
| LIP-032      | Kalletal              | Abgrabung Stemmen                                                             | 19,5511      | Abgrabung Stemmen                                                             |
| LIP-033      | Kalletal              | Rotenberg, Bärenkopf, Habichtsberg und Wihupsberg                             | 381,7461     | Rotenberg, Bärenkopf, Habichtsberg und Wihupsberg                             |
| LIP-034      | Kalletal              | Rafelder Berg                                                                 | 43,8584      | Rafelder Berg                                                                 |
| LIP-035      | Kalletal              | Quellbereich der Osterkalle                                                   | 22,1223      | Quellbereich der Osterkalle                                                   |
| LIP-009      | Lage                  | Hardisser Moor                                                                | 29,9125      | Hardisser Moord (Lage)                                                        |
| LIP-023      | Lage                  | Dörenschlucht                                                                 | 26,0780      | Dörenschlucht (Lage)                                                          |
| LIP-066      | Lage                  | Östlicher Teutoburger Wald                                                    | 2323,4736    | Östlicher Teutoburger Wald (Lage)                                             |
| LIP-069      | Lage                  | Quellbereiche und Quellbäche am Lohweg                                        | 13,1265      | Quellbereiche und Quellbäche am Lohweg                                        |
| LIP-082      | Lage                  | Werreniederung und Haferbach                                                  | 51,9921      | Werreniederung und Haferbach                                                  |
| LIP-083      | Lage                  | Oetternbach                                                                   | 103,6831     | Oetternbach (Lage)                                                            |
| LIP-084      | Lage                  | Grutt- und Sunderbach                                                         | 20,1626      | Grutt- und Sunderbach (Gruttbach)                                             |
| LIP-085      | Lage                  | Stadenhauser Mergelkuhlen                                                     | 18,2292      | Stadenhauser Mergelkuhlen                                                     |
| LIP-086      | Lage                  | Abgrabung Retlager Bach                                                       | 145,5012     | Abgrabung Retlager Bach (Lage)                                                |
| LIP-019      | Leopoldshöhe          | Heipker See                                                                   | 24,6415      | Heipker See                                                                   |
| LIP-037      | Leopoldshöhe          | Windwehetal                                                                   | 56,3900      | Windwehetal                                                                   |
| LIP-038      | Leopoldshöhe          | Grüte                                                                         | 28,5631      | Grüte (Leopoldshöhe)                                                          |
| LIP-009      | Lemgo                 | Hardisser Moor                                                                | 29,9125      | Hardisser Moord (Lemgo)                                                       |
| LIP-036      | Lemgo                 | Begatal                                                                       | 502,2795     | Begatal in Lemgo                                                              |
| LIP-094      | Lemgo                 | Ilse                                                                          | 141,67       | Ilse                                                                          |
| LIP-095      | Lemgo                 | Bredaer Bruch                                                                 | 88,79        | Bredaer Bruch                                                                 |
| LIP-096      | Lemgo                 | Mittellauf der Bega                                                           | 112,49       | Mittellauf der Bega                                                           |
| LIP-097      | Lemgo                 | Biesterberg                                                                   | 74,44        | Biesterberg bei Lemgo                                                         |
| LIP-098      | Lemgo                 | Passadetal                                                                    | 56,43        | Passadetal                                                                    |
| LIP-099      | Lemgo                 | Oetternbach                                                                   | 5,50         | Oetternbach (Lemgo)                                                           |
| LIP-021      | Lügde                 | Emmertal                                                                      | 390,5358     | Emmertal (Lügde)                                                              |
| LIP-030      | Lügde                 | Emmertal (LP)                                                                 | 79,9565      | Emmertal (LP), Lügde                                                          |
| LIP-046      | Lügde                 | Winzenberg                                                                    | 19,4037      | Winzenberg                                                                    |
| LIP-047      | Lügde                 | Schildberg                                                                    | 122,7936     | Schildberg                                                                    |
| LIP-048      | Lügde                 | Bierberg                                                                      | 31,6365      | Bierberg                                                                      |
| LIP-049      | Lügde                 | Ilsenbach                                                                     | 43,1712      | Ilsenbach                                                                     |
| LIP-063      | Lügde                 | Schwalenberger Wald                                                           | 2924,6288    | Schwalenberger Wald (Lügde)                                                   |
| LIP-064      | Lügde                 | Wälder bei Blomberg                                                           | 605,4911     | Wälder bei Blomberg (Lügde)                                                   |
| LIP-002      | Oerlinghausen         | Ölbachtal mit Augustdorfer Dünenfeld                                          | 168,4737     | Ölbachtal mit Augustdorfer Dünenfeld                                          |
| LIP-016      | Oerlinghausen         | Menkhauser Bachtal mit Schopketal (LIP)                                       | 16,0501      | Menkhauser Bachtal mit Schopketal (LIP)                                       |
| LIP-017      | Oerlinghausen         | Trockentäler, Kastentäler und Dünen des oberen Westerholter Baches            | 19,3712      | Trockentäler, Kastentäler und Dünen des oberen Westerholter Baches            |
| LIP-038      | Oerlinghausen         | Grüte                                                                         | 28,5631      | Grüte (Oerlinghausen)                                                         |
| LIP-065      | Oerlinghausen         | Naturschutzgebiet Menkhauser Bachtal mit Schopketal                           | 7,8986       | Menkhauser Bachtal mit Schopketal                                             |
| LIP-066      | Oerlinghausen         | Östlicher Teutoburger Wald                                                    | 2323,4736    | Östlicher Teutoburger Wald (Oerlinghausen)                                    |
| LIP-067      | Oerlinghausen         | Steinbruch am Barkhauser Berg                                                 | 6,2909       | Steinbruch am Barkhauser Berg                                                 |
| LIP-068      | Oerlinghausen         | Tönsberg                                                                      | 45,1013      | Tönsberg                                                                      |
| LIP-010      | Schieder-Schwalenberg | Teich bei Wöbbel                                                              | 2,7739       | Teich bei Wöbbel                                                              |
| LIP-025      | Schieder-Schwalenberg | Nieseniederung mit Mündungsbereich                                            | 254,1735     | Nieseniederung mit Mündungsbereich                                            |
| LIP-030      | Schieder-Schwalenberg | Emmertal (LP)                                                                 | 79,9565      | Emmertal (Schieder-Schwalenberg)                                              |
| LIP-063      | Schieder-Schwalenberg | Schwalenberger Wald                                                           | 2924,6288    | Schwalenberger Wald (Schieder-Schwalenberg)                                   |
| LIP-064      | Schieder-Schwalenberg | Wälder bei Blomberg                                                           | 605,4911     | Wälder bei Blomberg (Schieder-Schwalenberg)                                   |
| LIP-001      | Schlangen             | Strothe-Niederung                                                             | 95,8178      | Strothe-Niederung                                                             |
| LIP-003      | Schlangen             | Schlänger Moor                                                                | 8,3717       | Schlänger Moor                                                                |
| LIP-008      | Schlangen             | Emkental                                                                      | 20,7172      | Emkental                                                                      |
| LIP-057      | Schlangen             | Senne nördlich Oesterholz                                                     | 17,9577      | Senne nördlich Oesterholz                                                     |
| LIP-058      | Schlangen             | Oesterholzer Bruch mit Schwedenschanze                                        | 38,8250      | Oesterholzer Bruch mit Schwedenschanze                                        |
| LIP-061      | Schlangen             | Hohlsteinhöhle                                                                | 0,1862       | Eingang der Hohlsteinhöhle                                                    |
| LIP-062      | Schlangen             | Schwedenschanze                                                               | 0,8073       | Schwedenschanze                                                               |
| LIP-066      | Schlangen             | Östlicher Teutoburger Wald                                                    | 2323,4736    | Östlicher Teutoburger Wald (Schlangen)                                        |